# ويليام دي لا بولي
ويليام دي لا پولي، دوق صافولك الأول وفارس الرباط (وُلد بتاريخ 16 أكتوبر سنة 1396 في قرية «قطن» بصافولك، وتوفي بتاريخ 2 مايو سنة 1450)، والمُلقب برجل ناپولي، وفي الإنگليزية هو Jack Napes، كان أحد الجنود الإنگليز البارزين وأحد أبرز القادة العسكريين في حرب المئة عام، وفي وقت لاحق حاز على منصب اللورد حاجب الملك.
ظهر هذا الرجل بشكل بارز في مسرحية هنري السادس بجزئيها الأول والثاني لويليام شكسپير، وفي عدّة أعمال أدبية أخرى تعود للأخير.

## سيرة حياته
وُلد ويليام ثانيًا لوالديه: ميخائيل دي لا پولي، إيرل صافولك الثاني وكاثرين دي ستافورد ابنة هيو دي ستافورد، إيرل ستافورد الثاني وأحد فرسان الرباط، وفيليپا دي بوشامپ.

### بداياته
كان ويليام دي لا پولي دائم الانشغال بالحروب في فرنسا منذ أن بلغ رشده، وقد أصيب بجرح بليغ أثناء حصار مدينة هارفلور في عام 1415، حيث قُتل والده. وفي وقت لاحق من نفس السنة، قُتل أخاه الأكبر ميخائيل دي لا پولي، إيرل صافولك الثالث، في معركة أجينكورت، فخلفه ويليام بصفته إيرل صافولك الرابع. شارك ويليام في قيادة الجيوش الإنگليزية خلال حصار أورليان سنة 1429، بعد أن توفي إيرل سارلزبري الرابع المدعو طوماس مونتاكيوت والذي كان يقوم بهذه المهمة. تمكن ويليام من الانسحاب بجنوده إلى مدينة جارگو بعد أن قامت جان دارك بفك الحصار عن أورليان سنة 1429، واضطر للاستسلام في 12 يونيو، فأُرسل أسيرًا إلى الملك شارل السابع الذي أمر بسجنه، فبقي في فرنسا طيلة 3 سنوات إلى أن تم فدائه سنة 1431، فعاد إلى بلاده.

### عودته إلى إنگلترا
عاد ويليام إلى إنگلترا في سنة 1434 حيث عُين صاحبًا للشرطة، وأوكلت إليه مهمة المرابطة في قلعة والينگفورد، كما أصبح خليلاً وحليفًا للكاردينال هنري بوفور، وحقق بضعة إنجازات مهمة لعلّ أبرزها هو التوسط في زواج الملك هنري السادس ومرغريت الأنجوية فرنسية الأصل سنة 1444، وقد رفع هذا العمل من حظوته عند الملك وحاشيته، فترقى وأصبح مركيزًا على صافولك. وكان ويليام قد استطاع التقريب بين فرنسا وإنگلترا وتحقيق هذا الزواج بعد أن فاوض الفرنسيين سرًا وتنازل لهم عن مدينتيّ ماين وأنجو، الأمر الذي قضى عليه في وقت لاحق. تزوج ويليام بأليس تشوسر ابنة طوماس تشوسر وحفيدة الشاعر الكبير جيفري تشوسر بتاريخ 11 نوڤمبر سنة 1430.
مع حلول عام 1447، توفي كل من همفري اللانشتري دوق گلوستر والكاردينال بوفور، فأصبحت صافولك مركز الحكم الفعلي في المملكة، وصاحبها هو الحاكم الفعلي، لا سيما وأن هنري السادس كان ملكًا ضعيفًا ليّت العريكة يمكن توجيهه والتحكم بقراراته. وبهذت عُين ويليام حاجبًا للملك وأمير بحار إنگلترا، وتولّى عدّة مناصب مهمة أخرى. ثم ابتكر منصبين جديدين هما: إيرل بيمبروك ودوق صافولك عاميّ 1447 و 1448 على التوالي.

### نهايته
شهدت السنوات الثلاثة التالية خسارة إنگلترا لكامل ممتلكاتها تقريبًا في شمال فرنسا، ولم يتمكن دي لا پولي من تفادي اللوم الذي وُجه إليه بسبب هذه الخسارة، لا سيما بعد أن كُشف أمر الاتفاق السري بينه وبين فرنسا والذي تنازل بمقتضاه عن مدينتيّ أنجو وماين. وبتاريخ 28 يناير سنة 1450 أعتُقل وزُج في السجن ببرج لندن، ثم حُكم عليه بالنفي طيلة خمس سنوات، فذهب إلى فرنسا، لكن سفينة اعترضته وقُبض عليه وأُعدم فورًا بأن قُطع رأسه. يُعتقد أن منافس دي لا پولي اللدود، وهو ريتشارد بلنتگنت دوق يورك، هو من دبّر هذه المكيدة، وأنه قام شخصيًا بقطع رأسه تشفيًا، ثم ألقى بجثته في البحر. عُثر على الجثة على شاطئ بالقرب من مدينة دوڤر، فحُملت إلى كنيسة في صافولك يُحتمل أنها واقعة في وينگفيلد، حيث دُفنت بناءً على رغبة زوجته أليس على الأرجح. وفي وقت لاحق نُقلت رُفات دي لا پولي إلى الكنيسة المجمعية في وينگفيلد بصافولك حيث دُفنت تحت قوس.

## ذريته
أنجب ويليام دي لا پولي ابنًا شرعيًا وحيدًا، هو يوحنا، الذي أصبح دوق صافولك الثاني في سنة 1463. كان للا پولي ابنه غير شرعية أيضًا هي جين دي لا پولي، وقد أنجبها من ْراهبة تُدعى «مليني دي كاي»، وقد ذكر بعض المؤرخين أنه عاشر هذه الراهبة قبل فترة قصيرة من استسلامه للجنود الفرنسية بقيادة جان دارك. تزوجت جين دي لا پولي من طوماس ستونور من قرية ستونور في أكسفوردشير قبيل عام 1450، وانجبت ولدًا هو السير ويليام ستونور، الذي تزوج بدوره من حنة نيڤيل ابنة يوحنا نيڤيل مركيز مونتاگو الأول، وأنجب ولدين: يوحنا نيڤيل الذي توفي دون أن يترك ذريّة، وحنة نيڤيل التي تزوجت بالسير أدريان فورتسكيو الذي اشتهر في معركة بوسوورث ومعركة الوخزات، والذي قُطع رأسه في سنة 1539. كان لطوماس ستونور وجين دي لا پولي ولدان ذكران أيضًا هما إدوارد وطوماس. تزوج الأخير بسيڤيلا بركنوك، ابنة السير ديڤيد بركنوك.
| الاسم                                                              | تاريخ الولادة                                                      | تاريخ الوفاة                                                       | ملاحظات                                                            |
| من أليس (1404-1475) ابنة طوماس تشوسر، تزوجا بتاريخ 11 نوڤمبر 1430. | من أليس (1404-1475) ابنة طوماس تشوسر، تزوجا بتاريخ 11 نوڤمبر 1430. | من أليس (1404-1475) ابنة طوماس تشوسر، تزوجا بتاريخ 11 نوڤمبر 1430. | من أليس (1404-1475) ابنة طوماس تشوسر، تزوجا بتاريخ 11 نوڤمبر 1430. |
| ------------------------------------------------------------------ | ------------------------------------------------------------------ | ------------------------------------------------------------------ | ------------------------------------------------------------------ |
| يوحنا دي لا پولي، دوق صافولك الثاني                                | 27 سبتمبر 1442                                                     | 1492/1491                                                          | تزوج من مرغريت بوفورت                                              |
| من مليني دي كاي - راهبة ومحظية                                     |                                                                    |                                                                    |                                                                    |
| جين دي لا پولي                                                     | غير محدد                                                           | 28 فبراير 1494                                                     | تزوجت طوماس ستونور                                                 |

## لقبه
لُقّب ويليام دي لا پولي "Jacknapes" باللغة الإنگليزية، وهي تحريف في اللفظ العاميّ لعبارة "Jack of Naples" بمعنى «رجل ناپولي»، وهو مُصطلح عمايّ كان يُستخدم للإشارة إلى السعدان، وفي وقت لاحق درج الناس على تحريف لفظ “of Naples” إلى “a Napes”. ويُعتقد أن اللقب ككل اشتق من عبارة "Jak a Napes" قرابة سنة 1400. كانت السعادين إحدى أنواع الحيوانات والبضائع الغريبة التي استقدمها الإنگليز من مدينة ناپولي ليعرضوها في مختلف أنحاء الجزيرة البريطانية، ومن هنا جاء اسم «رجل ناپولي»، الذي اكتسب فيما بعد معنى آخر هو «الرجل المغرور»، وذلك بسبب أن دي لا پولي كان قد ارتقى السلّم الاجتماعي ليُصبح أحد أعضاء طبقة النبلاء الأثرياء بعد أن كان من طبقة التجّار، ولأن أسرته كانت تصوّر طوقًا وسلسلة على شعار نبالتها، أي ما كان الناس يربطونه مباشرةً بالسعادين، فحاز هذا اللقب المهين.

## ظهوره في الأعمال الأدبيّة
- ظهر دي لا پولي بوصفه شخصية أساسية في مسرحيتان من مسرحيات شكسپير، وصوّر وهو يتسوط في قضية زواج هنري السادس ومرغريت الأنجوية في الجزء الأول من مسرحية هنري السادس. وقد جعل شكسپير دي لا پولي يقع في غرام مرغريت في هذه القصة، وإنه لم يتوسط في هذا الزواج إلا حتى يكون قريبًا منها. أما قصة خزيه ووفاته فصوّرت في الجزء الثاني من المسرحية.
- تُشكل قصة مقتل دي لا پولي موضوع رقصة إنگليزية فلكلورية تحمل عنوان «ستة دوقات ذهبوا لصيد السمك» (بالإنگليزية: Six Dukes Went a-Fishing).
- ظهر دي لا پولي بطل رواية «صيد البلشون» (بالإنگليزية: A Heron's Catch) التاريخية للكاتبة سوزان كوران.
- تلعب نسخة خرافية من شخصية دي لا پولي دورًا مهمًا في العديد من روايات التحري الأربعة عشر من تأليف الكاتبة مرغريت فرايزر، التي تدور أحداثها في إنگلترا خلال عقد الأربعينيات من القرن الخامس عشر.
- كان دي لا پولي أحد الأشخاص الثلاثة الذين أهداهم الشاعر جفري هيل قصيدة سونيتة تحمل عنوان «موسيقى الجنازة» (بالإنگليزية: Funeral Music) التي نُشرت في مجلة ستاند سنة 1968.